# GCL-Poly
GCL-Poly заснована в 1996 році, є дочірньою компанією Golden Concord Group Limited (GCL), постачальника зеленої енергії в Китаї, що постачає електроенергію та тепло за допомогою когенерації, спалювання та вітрової енергії. Станом на 2009 рік вона була найбільшим постачальником полікремнію в Китаї, а також є постачальником напівпровідникових пластин для сонячної промисловості.
GCL-Poly у 2007 році на Гонконзькій фондовій біржі, ціновий діапазон IPO був від 3,3 до 4,1 гонконгських доларів, піднявши до 1,181 мільярда юанів.
У листопаді 2009 року Китайська інвестиційна корпорація (CIC) купила міноритарний пакет акцій GCL-Poly за 5,5 мільярдів гонконгських доларів (710 мільйонів доларів США).
14 лютого 2014 р. GCL-Poly реалізує підписку Rosenthal Group на 360 000 000 нових акцій за ціною 4 юані за акцію, знижка 70,37% порівняно з періодом до призупинення. Загальна вартість 1,44 мільярда юанів готівкою. Після завершення GCL матиме 67,99 відсотка акцій після збільшення акціонерного капіталу Rosenthal.
У листопаді 2014 року GCL-Poly планує заплатити 10,1 мільярда юанів Zhu Gong Shan та пов’язаним з ним інвесторам за продаж приблизно половини прибутку компанії Xipian. Після того, як Zhu Gong Shan запланує виробництво кремнієвих чипів у Shanghai Super Day, GCL-Poly перемістить свою увагу на виробництво полікремнію. 19 грудня того ж року GCL-Poly оголосила про скасування угоди.
У серпні 2016 року GCL-Poly купила активи SunEdison на суму 150 мільйонів доларів.
У квітні 2017 року GCL-Poly інвестувала понад 832 мільйони доларів у будівництво 60 000-тонного заводу з виробництва полікремнію в Китаї.
У квітні 2020 року партнерство з Hypersolar Inc.